# Zăbală

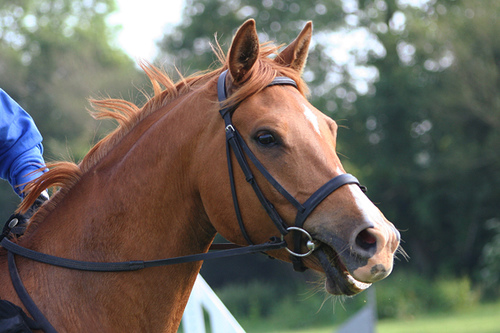
Un cal cu căpăstru și zăbală

Zăbala este o parte a căpăstrului constând din două bare subțiri de metal articulate între ele și prevăzute cu câte un inel mare de fiecare parte, care se introduce în gura calului înapoia ultimilor incisivi pentru a-l struni și a-l conduce.

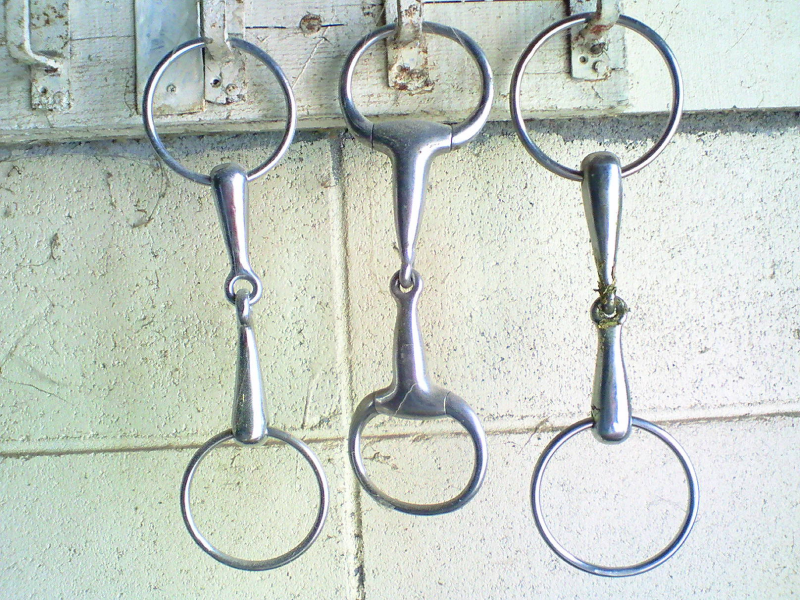
Zăbăli